# Keith Laumer
John Keith Laumer (* 9. Juni 1925 in Syracuse, New York; † 23. Januar 1993 in Brooksville, Florida) war ein US-amerikanischer Autor von Science-Fiction-Literatur. Viele seiner Romane beschäftigen sich auf witzige und ironische Art mit Zeitreisen und Paralleluniversen.

## Leben
Laumer besuchte die Philips University in Enid, Oklahoma, und das Coffeyville Junior College in Kansas. 1943 trat er in die US-Army ein und diente bis 1946 in Europa. Danach studierte er bis 1952 Architektur und ging 1953 zur US Air Force, ehe er 1956 zum Außenministerium wechselte und u. a. Diplomat in Rangun, Birma war. In diesen Jahren entdeckte er auch seine wahre Berufung, das Schreiben. 1960 quittierte er den diplomatischen Dienst und kehrte zur Air Force zurück, die er 1965 endgültig verließ, um freier Autor zu werden.
Seine erste SF-Story Greylorn publizierte Keith Laumer 1959 in dem Magazin Amazing Stories. Der erste Roman Worlds of the Imperium folgte 1962 und leitete den Imperium-Alternativwelten-Zyklus ein. In der Reihe um den Diplomaten Retief, die 1969 startete, verarbeitete der Autor seine Erfahrungen als Diplomat in zwölf Romanen und Sammlungen.
Neben seinen SF-Geschichten pflegte er sein Hobby Flugzeug-Modellbau. Er entwarf rund zwei Dutzend eigene Konstruktionen, die 1956–1962 in einschlägigen amerikanischen und britischen Zeitschriften veröffentlicht wurden (in Air Trails, Model Airplane News oder Aero Modeler). Er schrieb auch ein Fachbuch zu dem Thema: How to Design and Build Flying Models, 1960.
Ein Schlaganfall 1971 hielt den bis dahin sehr produktiven Autor für Jahre vom Schreiben ab, und als er wieder neue Texte produzierte, konnte er nicht an seine Karriere vor der Erkrankung anknüpfen. Ein zweiter Schlaganfall führte 1993 zu seinem Tod.

## Werke

### Serien und Zyklen
Imperium
- 1 Worlds of the Imperium (1962)
- 2 The Other Side of Time (1965)
  - Deutsch: Invasion aus der Null-Zeit. 1973, ISBN 3-404-00058-7.
- 3 Assignment in Nowhere (1968)
- 4 Zone Yellow (1990)
- Beyond the Imperium (1981, Omnibus 2+3)
- Imperium (2005, Omnibus 1–3)

Diplomat James Retief
- Envoy to New Worlds (1963, Sammlung)
  - Deutsch: Diplomat der Sterne. Pabel, Terra Bd. 226, 1973.
- Galactic Diplomat (1965, Sammlung)
  - Deutsch: Diplomat der Galaxis. Pabel, Terra Sonderreihe Nr. 115, 1966.
- Retief’s War (1965)
  - Deutsch: Diplomat und Rebell von Terra. Moewig, 1968.
- Retief and the Warlords (1968)
  - Deutsch: Diplomat der Grenzwelten. Pabel, 1970.
- Retief: Ambassador to Space (1969, Sammlung)
  - Deutsch: Der Drachentöter. Moewig, 1970.
- Retief of the CDT (1971, Sammlung)
  - Deutsch: Der Mann vom CDT. Pabel, 1972.
- Retief’s Ransom auch: Retief and the Pangalactic Pageant of Pulchritude (1971)
  - Deutsch: Friedenskommissare der Galaxis. Pabel, 1974.
- Retief: Emissary to the Stars (1975)
- Retief at Large (1978)
- Retief Unbound (1979)
- Diplomat at Arms (1982)
- Retief to the Rescue (1982)
- The Return of Retief (1983)
- Retief in the Ruins (1986)
- Reward for Retief (1989)
- Retief! (2001, Sammlung)
- Gambler’s World (2009)
- The Yillian Way (2009)

Lafayette O’Leary
- The Time Bender (1966)
  - Deutsch: Das große Zeitabenteuer. Moewig, 1968.
- The World Shuffler (1970)
  - Deutsch: Universum der Doppelgänger. Pabel, 1972.
- The Shape Changer (1972)
- The Galaxy Builder (1984)

Invaders
- The Invaders (1967)
  - Deutsch: Invasoren der Erde. Moewig, 1969.
- Enemies From Beyond (1967)
  - Deutsch: Feinde aus dem Jenseits. Moewig, 1969.

Time Trap
- Time Trap (1970)
  - Deutsch: Zeitlabyrinth. 1972, ISBN 3-436-01491-5.
- Back to the Time Trap (1992)

Bolo
- Annals of the Dinochrome Brigade (1976)
- Rogue Bolo (1986)
- The Compleat Bolo (1990)
- Bolo Brigade (1997, mit William H. Keith)
- Bolo Rising (1998, mit William H. Keith)
- Bolo Strike (2001, mit William H. Keith)
- Bolo! (2005, mit David Weber)
- Bolos: Their Finest Hour (2010)

Combat Command
- The Omega Rebellion: In the world of Keith Laumer’s Star Colony (1987, Rollenspielbuch von Troy Denning nach Laumer)

### Einzelromane
- A Trace of Memory (1963)
  - Deutsch: Das vergessene Universum. 1972, ISBN 3-404-09930-3.
- The Great Time Machine Hoax (1964)
  - Deutsch: Im Banne der Zeitmaschine. Moewig, 1966.
- A Plague of Demons (1965)
  - Deutsch: Krieg auf dem Mond. Moewig, 1967.
- Catastrophe Planet (1966)
  - Deutsch: Die Katastrophenwelt. Pabel, 1977.
- Earthblood (1966, mit Rosel George Brown)
  - Deutsch: Blut der Erde. Heyne, 1969.
- The Monitors (1966)
  - Deutsch: Invasion der Monitoren. Pabel, 1973.
- Galactic Odyssey (1967, auch als Spaceman!)
  - Deutsch: Galaktische Odyssee. Heyne, 1968.
- The Long Twilight (1969)
  - Deutsch: Duell der Unsterblichkeit auch: Duell der Unsterblichen. Pabel, 1972.
- The Day Before Forever (1969)
- The Seeds of Gonyl (1969)
- The House in November (1970)
  - Deutsch: Invasion der Nichtmenschen. Pabel, 1971.
- Dinosaur Beach (1971)
  - Deutsch: Zeit-Odyssee. Pabel, 1973.
- The Star Treasure (1971)
- The Infinite Cage (1972)
  - Deutsch: Intelligenz aus dem Nichts. Pabel, 1979.
- Night of Decisions (1972)
- The Glory Game (1973)
  - Deutsch: Der Krieg mit den Hukk. 1984, ISBN 3-8118-3402-9.
- The Ultimax Man (1978)
  - Deutsch: Der Ultimax. 1980, ISBN 3-404-21130-8.
- Star Colony (1981)
- The Breaking Earth (1981)
- End as a Hero (1985)
- The Stars Must Wait (1990)
- Judson’s Eden (1991)
- It Could Be Anything (2009)

### Storysammlungen
- Nine by Laumer (1967)
- Planet Run (1967, mit Gordon R. Dickson)
- Greylorn / The Other Sky (1968)
- It’s a Mad, Mad, Mad Galaxy (1968)
  - Deutsch: Der Krieg gegen die Yukks. Pabel, 1973.
- The Day Before Forever and Thunderhead (1969)
- Five Fates (1970)
  - Deutsch: Der Zwischenbereich. 1975, ISBN 3-453-30349-0.
- Once There Was a Giant (1971)
  - Deutsch: Jenseits von Zeit und Raum. Pabel, 1973.
- The Big Show (1972)
- Timetracks (1972)
  - Deutsch: Fremde Dimensionen. Pabel Terra Nr. 214, 1973.
- The Undefeated (1974)
- The Best of Keith Laumer (1976)
- Knight of Delusions (1972)
- Chrestomathy (1984)
- Alien Minds (1991)
- Odyssey (2002, mit Eric Flint)
- The Lighter Side (2002)
- A Plague of Demons and Other Stories (2003)
- Future Imperfect (2003)
- Legions of Space (2004)
- The Long Twilight: and Other Stories (2007)
- Earthblood: And Other Stories (2008, mit Rosel George Brown)
- Beyond the Moons of Neptune (2010)
- The Keith Laumer SciFi Collection: Greylorn / It Could Be Anything / Gambler’s World / Retief: The Yillian Way (2011)

### Als Herausgeber
- Dangerous Vegetables (1998, mit Martin H. Greenberg und Charles G. Waugh)

Bolos (mit Bill Fawcett)
- Honor of the Regiment (1993)
- The Unconquerable (1994)
- The Triumphant (1995)
- Last Stand (1997)
- Old Guard (2000)
- Cold Steel (2002)

### Sachliteratur
- How to Design and Build Flying Models (1960)